# Hemiberlesia lataniae
Hemiberlesia lataniae är en insektsart som först beskrevs av Victor Antoine Signoret 1869.  Hemiberlesia lataniae ingår i släktet Hemiberlesia och familjen pansarsköldlöss. Inga underarter finns listade i Catalogue of Life.